# Йоханес ван дер Ваалс
Йоханес Дидерик ван дер Ваалс (на нидерландски: Johannes Diderik van der Waals) е нидерландски физик, носител на Нобелова награда за физика през 1910 година. Известен е със своето уравнение на състоянието на газ, което дава връзка между налягането на даден газ с неговите обем и температура, при които се отчитат размерите на молекулите и някои от взаимодействията между тях.

## Биография
Роден е на 23 ноември 1837 година в Лайден, Нидерландия. През 1873 г. получава докторска степен от Лайденския университет за дисертацията си „За непрекъснатостта между течното и газообразното агрегатни състояния“ („Over de Continuïteit van den Gas- en Vloeistoftoestand“). В този труд той извежда и уравнението, носещо неговото име.
При по-нататъшната си дейност е силно повлиян от Джеймс Максуел, Лудвиг Болцман и Уилард Гибс.
През 1910 г. печели Нобелова награда за физика, защото пръв предполага, че атомите имат краен размер (т.е., че атомите не са просто точки) – радиус на Ван дер Ваалс, и посочва физическите последствия от това, като формулира своето уравнение на Ван дер Ваалс.
През септември 1865 г. се жени за 18-годишната Анна Магдалена Смит. Двамата имат четири деца (три дъщери и един син, носещ неговото име). Анна почива само на 34 години през 1881 г. от туберкулоза.
Ван дер Ваалс умира на 8 март 1923 година в Амстердам на 85-годишна възраст.